# Roger Magnusson
Roger Magnusson, född  20 mars 1945, är en svensk före detta fotbollsspelare, mest känd som dribbler i franska storklubben Olympique de Marseille där han åren kring 1970 vann flera franska mästerskap och cupsegrar. Magnusson var inte i första hand målgörare, han var oftare den som låg bakom den målgivande passningen. Likt sin bror Benno spelade han sammanlagt 14 landskamper.
Roger Magnusson är en av Sveriges mest omskrivna fotbollsspelare trots att han aldrig har spelat i Allsvenskan och endast spelade 14 landskamper. Han var på 1960-talet en ungdomsidol som bevakades på samma sätt som dagens kändisar. Han debuterade i juniorlandslaget som 16-åring, i ungdomslandslaget som 18-åring och i A-landslaget som 19-åring.

## Karriär
Sin briljanta teknik övade han upp hemma i källaren genom att jonglera med en tennisboll, inspirerad av engelska fotbollsspelaren Stanley Matthews. Han hade Lennart "Nacka" Skoglund som idol när han växte upp. Med honom spelade han tillsammans i landskampen Sverige-Polen 1964.
Magnusson framhåller sina tränare Antonio Duran i Åtvidaberg och Mario Zatelli i Olympique de Marseille samt sin agent och rådgivare, Facitdirektören Lars Hallgren (ordförande i Åtvidabergs FF 1961-1972), som betydelsefulla personer under fotbollskarriären.

### Från Blomstermåla till Division II
Roger Magnusson inledde sin fotbollskarriär med spel i lokala klubben Blomstermåla, där han debuterade redan som 14-åring. Därefter flyttade han sommaren 1961 till Åtvidabergs FF som spelade i Division II, då den näst högsta serien (under Allsvenskan).
Han värvades till Åtvidabergs FF som 16-åring av klubbens ledare Bertil Ljungquist och blev redan snabbt en publikfavorit. Under hans fem år i Åtvidabergs FF var laget tre gånger mycket nära att nå en allsvensk kvalplats. På sina 97 seriematcher för Åtvidaberg gjorde Magnusson 40 mål, och antalet målgivande passningar uppgick enligt beräkningar från tidningsreferat till närmare 90.

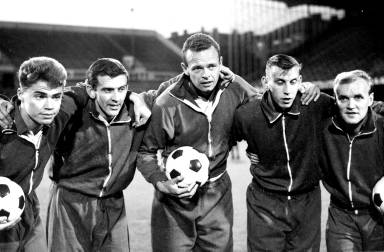
Roger Magnusson, längst till vänster, med landslagskompisarna Örjan Martinsson, Bengt Lindskog, Bo Larsson och Nacka Skoglund, år 1964 i samband med landskampen Sverige-Polen.

Med sin bollbehandling och sina dribblingar blev han en stor publikfavorit. Som framgår av tidningsreferat från den här tiden brukade publiken flytta över till den sida av planen som Roger spelade på.
Roger Magnusson hade under två månader vintern 1963/1964 förmånen att få träna och spela med Flamengo i Rio de Janeiro. Han var anställd vid Facit i Åtvidaberg, och under tiden i Rio praktiserade han också deltid på Facits Sydamerikakontor där Gunnar "Oj-oj" Göransson var chef. Gunnar Göransson var dessutom vicepresident i fotbollslaget CR Flamengo.

### Proffsåren och landslaget
Efter fem år i Åtvidaberg och fullgjord militärtjänst värvades Magnusson till italienska Juventus FC, men till följd av det då rådande importstoppet gällande utländska spelare lånades Magnusson ut till tyska FC Köln. I Köln stannade han säsongen 1966/67, men återvände till Juventus för att kunna användas i Europacup-matcher. Magnusson avgjorde två Europacup-matcher, genom att göra det enda målet, vilket resulterade i att Juventus för första gången nådde semifinal. Som ett resultat av det fortgående importstoppet lånades han vidare ut till franska Olympique de Marseille som senare köpte loss honom från Juventus.
Roger Magnusson spelade 14 landskamper, åren 1964–1969 (3 mål). Olympique de Marseille och deras president Henri Leclerc var ovilliga att släppa Magnusson för spel i svenska landslaget. Hans stora betydelse för laget och hans förmåga att locka publik till matcherna var direkt avgörande. Magnusson var uttagen i VM-truppen 1970, men året innan hade Sverige slagit ut Frankrike i VM-kvalet och den franska ligan pågick fortfarande i juni när VM pågick. Magnusson stoppades i VM-laget 1970 där Sverige misslyckades att gå vidare från gruppspelet.
I slutet av 1960-talet och början på 70-talet hade Magnusson ett lyckat samarbete på fotbollsplanen med kroaten Josip Skoblar i Marseille där de båda utgjorde anfallspar. Josip Skoblar gjorde säsongen 1970-1971 44 mål, vilket fortfarande är rekord i högsta divisionen, nuvarande Ligue 1, i Frankrike, mycket tack vare Magnussons målgivande passningar.
Redan under Magnussons första säsong i Frankrike, 1969, vann man franska cupen – klubbens första cupseger sedan 1948. Under sina sex säsonger i Marseille blev han fransk ligamästare två gånger och cupmästare två gånger, inkluderat klubbens första dubbel. Under fyra av dessa säsonger blev Magnusson utsedd till Frankrikes bästa högerytter. Han blev 1969 utsedd till bästa utländska spelare.
Magnusson avslutade sin utländska karriär i Parisklubben Red Star FC men fick det svårt på grund av skador.

### Efter proffsåren
När Magnusson 1976 återvände till Sverige och Helsingborgs IF var han inte återställd från en operation och spelade endast sex matcher under säsongen. Han avslutade sin karriär i division 3 med Vilans BoIF från Kristianstad åren 1977–1979.
Efter fotbollskarriären läste Magnusson in gymnasiekompetens och utbildade sig till fritidspedagog. Under många år arbetade han med barn och ungdomar i sin nya hemstad Kristianstad.

## Meriter
- 2012 – Invald i Svensk fotbolls Hall of Fame

### I klubblag
Olympique de Marseille
- Fransk mästare (2): 1970/71, 1971/72
- Franska Cupen (2): 1968/69, 1971/72